# Isoetes triangula
Isoetes triangula är en kärlväxtart som beskrevs av U. Weber. Isoetes triangula ingår i släktet braxengräs, och familjen Isoetaceae. Inga underarter finns listade i Catalogue of Life.